# Град-држава
Град-држава је независан суверени град који служи као центар политичког, економског и културног живота над својом неиспрекиданом територијом. Градови-државе су постојали у многим деловима света кроз историју, укључујући градове попут Рима, Картагине, Атине и Спарте и италијанских градова-држава током средњег века и ренесансног периода, попут Фиренце, Венеције, Ђенове и Милана.
Са порастом броја националних држава широм света, постоје неслагања око броја модерних градова-држава који и даље постоје; Сингапур, Монако и Ватикан су кандидати о којима се највише дискутује. Од ових, Сингапур је највећи и најмногољуднији, и углавном се сматра да је последњи прави град-држава на свету, са пуним суверенитетом, међународним границама, својом валутом, јаком војском и поприличним међународним утицајем. Економист га је назвао „јединим потпуно функционалним градом-државом на свету“.
Неколико несуверених градова ужива велики ниво аутономије и често се мешају са градовима-државама. Хонгконг, Макао, и градови Уједињених Арапских Емирата — пре свега Дубаи и Абу Даби — се често погрешно називају градовима-државама.

## Историја

### Стари и средњи век
У историјске градове-државе су спадали сумерски градови Урук и Ур; древни египћански градови-државе, попут Тебе и Мемфиса; феничански градови (на пример Тир и Сидон); пет филистинских градова-држава; гарамантински градови-државе; градови-државе древне Грчке (полиси попут Атине, Спарте, Тебе, и Коринта); Римска република (која је од града-државе прерасла у велико царство); италијански градови-државе од средњег века до раног модерног периода, попут Фиренце, Сијене, Фераре, Милана (који су евентуално прерасли у доминантне силе у региону) и Ђенове и Венеције, које су постале моћне таласократије; мајански и градови других култура претколумбовске Мезоамерике (укључујући градове попут Чичен Ице, Тикала, Копана и Монте Албана); градови средње Азије дуж Пута свиле; градови-државе на обали Свахили; Дубровник; Тбилиси; средњовековне руске државе попут Новгорода и Пскова; слободни царски градови у деловима Европе где се углавном говорио немачки; манови (тај. mɯ̄ang) (полунезависни градови-државе у Индокини); барангај (фил. baranggay) државе на Филипинима; и многи други. Дански историчар Пол Холм је сврстао викиншке колонијалне градове у средњовековној Ирској, пре свега Краљевину Даблин, у градове-државе.
На Кипру, феничанска насеобина Китион (на месту данашње Ларнаке) је била град-држава који је постојао од око 800. године пре нове ере до краја 4. века пре нове ере.

### Средња Европа
У Светом римском царству (962-1806) преко 80 слободних царских градова је уживало поприличну аутономију у средњем и раном новом веку, подупрти међународним правом након Вестфалског мира 1648. године. Неки градови-државе, попут три чланице Ханзеатске лиге — Бремена, Хамбурга и Либека — су сјединили своје економске односе са страним силама и тиме себи омогућили поприличан дипломатски утицај. Појединачни градови су често правили одбрамбене савезе са другим градовима или са оближњим државама, на пример Ханзеатска лига (1358 — 17. век), Швапска лига градова (1331 —  1389), Декапол (1354 — 1679) у Алзасу, или Стара швајцарска конфедерација (око 1300 — 1798). Швајцарски кантони Цирих, Берн, Луцерн, Фрибур, Золотурн, Базел, Шафхаузен, и Женева су прво били градови-државе.
Након распада Светог римског царства 1806. године, неки градови — тада чланови разних конфедерација — званично постају суверени градови-државе, попут Слободног ханзеатског града Бремена (1806 — 1811 и опет 1813 — 1871), Слободног града Франкфурта (1815 — 1866), Слободног и ханзеатског града Хамбурга (1806 — 1811 и опет 1814 — 1871), Слободног и ханзеатског града Либека (1806 — 1811 и опет 1813 — 1871), и Слободног града Кракова (1815 — 1846). Под владавином Хабзбурга, град Ријека је имао је имао статус „посебног тела“ (лат. corpus separatum) од 1779. до 1919. године, који — иако није чинио град сувереним и независним — му је давао многе атрибуте града-државе.

### Италија
У северној и средњој Италији током средњег века и ренесансног периода, градови-државе — са територијама разних величина — су постали стандардна форма државе. Неки од њих, упркос свом дефакто независном статусу, су формално били део Светог римског царства. Током периода градова-држава, од 11. то 15. века, истакли су се импресивни економски развој, трговина, производња и трговачки капитализам, заједно са растућом урбанизацијом, са импресивним утицајем по свету Медитерана а и остатку Европе. Током овог периода, већином градова-држава је владала мала група људи, попут сињорије, или династија, попут династија Гонзага и Сфорца.

#### Примери италијанских градова-држава током средњег века и ренесансног периода
- Република Фиренца, Миланско војводство, Војводство Ферара[12], Сан Марино, Моденско војводство, Војводство Урбино, Војводство Мантова и Република Лука
- Моћне поморске републике: Млетачка република, Република Ђенова, Република Амалфи, Република Пиза, Република Анкона и Војводство Гаета

### Југоисточна Азија
Кроз историју Индокине, аристократске групе, будистичке вође и други су организовали насеља у аутономне или полуаутономне градове-државе. Ови градови-државе су се звали манови (тај. mɯ̄ang), и углавном су били у трибутарном односу који се данас описује као мандала или преклапајући суверенитет, где су мањи градови-државе давали данак већим градовима-државама, који су давали данак још већим градовима-државама — све до регионалних сила попут Ајутаје, Багана, Бангкока и других градова који су служили као средишта краљевских породица југоисточне Азије. Овај систем је постојао до 19. века, када су европске силе колонизовале регион. Сиам, регионална сила у том периоду, је морао да дефинише своје територије током преговора са европским силама, па је влада Сиама успоставила систем националних држава, припојила себи градове који су јој плаћали данак (Лан Санг, Камбоџа и неки малајски градови) и укинула систем манова и плаћања данка.
У раној историји Филипина, барангај (фил. baranggay) је била сложена социополитичка јединица коју су експерти кроз историју сматрали доминантним шаблоном организације међу разним народима Филипинског архипелага. Ове социополитичке јединице су се некад називале барангај државама, али је за њих прикладнији технички термин политија. Извори указују на то да су ови градови-државе имали поприличан ниво независности и да су њима владали датуи, раџе и султани. Рани летописци су забележили да се име ових држава развило од речи балангај, која се односи на чамац направљен од дасака који су често користиле разне културе на Филипинском архипелагу пре доласка европских колонизатора.

### Градови 20. века под међународним надзором

#### Данциг
Слободан град Данциг је био полуаутономни град-држава који је постојао између 1920. и 1939. године, и састојао се од балтичког лучког града Данцига (данас Гдањск у Пољској) и скоро 200 других мањих градова у околним подручјима. Настао је 15. новембра 1920. године, под условима из артикла 100 (одељак XI трећег дела) Версајског мира закљученог 1919. године након краја Првог светског рата.

#### Ријека
Након дужег периода где је град Ријека имао поприличну аутономију под владавином Хабзбурга, Слободна Држава Ријека је проглашена потпуно независном државом и постојала је између 1920. и 1924. године. Њену територију од 28 квадратних километара (11 квадратних миља) су сачињавали град Ријека (данас у Хрватској, пре Другог светског рата се звао Фјуме (итал. Fiume, „река“ на италијанском)) и рурална околина северно од њега, док је коридор западно од града повезивао државу са Италијом.

#### Јерусалим
Под планом Уједињених нација за поделу Палестине 1947. године, Палестина под британским мандатом је требало да се подели на три државе: јеврејска држава Израел, арапска држава Палестина и посебно тело (лат. corpus separatum) које би сачињавао град-држава Јерусалим под контролом Старатељског савета Уједињених нација. Иако је план имао делимичну међународну подршку и ОУН га је прихватила (и и даље званично има став да Јерусалим треба да буде под овим режимом), имплементација плана је пропала када је Палестински рат 1947—1949. почео са грађанским ратом у Мандатној Палестини 1947—1948. године, што је на крају довело до поделе Јерусалима на Источни Јерусалим и Западни Јерусалим. Израел је евентуално успоставио контролу над Источним Јерусалимом током Шестодневног рата, 1967. године.

#### Мемелбург
Клајпедски округ или Територија Мемелбурга је дефинисан Версајским миром и стављен под управу Већа Амбасадора. Територија Мемелбурга је требало да остане под управом Лиге народа до дана када ће грађанима округа бити дозвољено да гласају за или против враћања округа Немачкој. Тада већински етнички немачку Територију Мемелбург (Литванци из Пруске и Мемелбуржани су сачињавали остале етничке групе), смештену између реке и истоименог града, је окупирала Литванија у Клајпедској побуни 1923. године.

#### Османско царство
Неки предлози за поделу Османског царства су предвиђали међународне зоне код Истанбула/Константинопоља или код ширих турских мореуза (Босфор и Дарданели), а потенцијално и код Измира/Смирне. Иако су Савезници у Првом светском рату окупирали оба града након примирја са Мудроса 1918. године, окупација Константинопоља коју су предводили Британци је признала Турску дејуре сувереност, док је грчка окупација Смирне била анексација у покушају. Лозански мир је поново успоставио турску контролу над оба подручја, 1923. године.

#### Шангај
Шангајско међународно насеље (1845-1943) је била међународна зона са својим законским системом, поштанском службом, и валутом.

#### Тангер
Међународна зона у Тангеру у северној Африци је имала површину од 373 квадратна километра (144 квадратне миље). Прво је била под заједничком управом Француске, Шпаније и Уједињеног Краљевства, а након тога и Португала, Италије, Белгије, Холандије, Шведске, и Сједињених Америчких Држава. Међународна зона је прво била део Марока, па је онда постала француско-шпански протекторат од 1923. до 29. октобра 1956. године, када је опет постала део Марока.

#### Трст
Слободна Територија Трста је била независна територија смештена у средњој Европи, између северне Италије и Југославије, под директном одговорношћу Савета безбедности Уједињених нација након Другог светског рата, од 1947. до 1954. године. ОУН је покушала да претвори Слободну Територију Трста у град-државу, али територија никад није добила праву независност и подељена је између Италије и Југославије 1954. године.

#### Западни Берлин
Западни Берлин, иако није имао суверенитет, је функционисао од 1948. до 1990. године као град који није припадао ниједној држави, већ је био под контролом Западних Савезника. Они су дозволили — упркос својој власти као окупатори — да град своју унутрашњу администрацију води као држава која је истовремено и град, званично са именом Берлин (Западни). Иако је Западни Берлин имао блиске односе са Западном Немачком, он никада није постао званичан део исте.

## Модерни градови-државе

### Ватикан
До септембра 1870. године, град Рим је био под контролом папе као део Папске државе. Када је краљ Виторио Емануеле II заузео град 1870. године, папа Пије IX је одбио да призна новонасталу Краљевину Италију.
Пошто није могао да путује без да практично призна ауторитет краља, Пије IX и његови наследници су тврдили да су „затвореници у Ватикану“, којима је било онемогућено да напуштају 0,44 квадратна километра (0,17 квадратних миља) широку папску енклаву чим су се попели на папски престо.
Овај проблем је решен 1929. године Латеранским споразумом, који је италијански диктатор Бенито Мусолини склопио између краља Виториа Емануела III и папе Пија XI. Под овим споразумима, Ватикан је признат као независна држава, са папом као њеним владаром. Ватикан има своје држављанство, дипломатски кор, заставу и поштанске марке. Са мање од 1.000 становника (углавном свештених лица), Ватикан је далеко најмања суверена држава на свету.

### Монако
Кнежевина Монако је врло мали независни град-држава који се граничи са Француском. Монако Вил (древни утврђени град) и позната област Монака, Монте Карло, су четврти једне урбане зоне, а не засебни градови, иако су били три одвојене општине (комуне) до 1917. године. Кнежевина Монако и град Монако (сваки са засебним моћима) владају истом територијом. Иако Монако има малу војску, углавном за церемонијалне сврхе, ипак мора да се ослања на Француску за одбрану од потенцијалних агресора.

### Сингапур
Сингапур је острвски град-држава у југоисточној Азији који се граничи са Малезијом на северу и Индонезијом на југу. Шест милиона људи живи и ради на 728.3 квадратних километара (281.2 квадратних миља), чинећи Сингапур другом најгушће насељеном државом на свету, иза Монака. Сингапур је две године био једна од четрнаест савезних држава које су чиниле Малезију док није избачен из федерације 1965. године, што га је учинило независном републиком, градом и сувереном државом. Економист га је назвао „јединим потпуно функционалним градом-државом на свету“. Конкретно, Сингапур има своју валуту, велики комерцијални аеродром, једну од најпрометнијих претоварних поморских лука на свету, и потпуно опремљену војску за чување суверенитета државе од потенцијалних агресора у региону. WorldAtlas је назвао Сингапур јединим острвским градом-државом.

## Државе са сличним карактеристикама
Неколико мањих држава има многе карактеристике градова-држава, и понекад се ове државе називају модерним градовима-државама. Луксембург, Џибути, Катар, Брунеј, Кувајт, Бахреин и Малта су сваки политички и економски усредсређени на један град; у случају Луксембурга, Џибутија и Кувајта, овај примарни град је толико доминантан да је његова држава названа по њему. Ове државе не спадају у праве градове-државе попут Сингапура пошто садрже своје примарне градове (попут града Луксембурга) и неколико околних градова и мањих насеља (попут Еш сир Алзета и десет других градова у Луксембургу) са аутономним општинским властима, а могу и да садрже велика рурална подручја (попут слабо насељене Ејслек шуме у северном Луксембургу).
Понекад, микродржаве са великом густином насељености попут Сан Марина се називају градовима-државама, иако немају велики урбани центар.

## Несуверени градови-државе
Неки градови или урбани центри, иако нису суверене државе, могу бити савезне државе у саставу федерације, или да уживају висок ниво аутономије. Због тога, они функционишу као „градови-државе“ у оквиру суверене државе којој припадају. Историчар Могенс Херман Хансен описује овај аспект самоуправе као: „Град-држава је самоуправна, али не нужно независна, политичка јединица“.
Неки несуверени градови који имају висок ниво аутономије, и описивани су као градови-државе, су:
- Шпанија: Сеута и Мелиља[37] (као аутономни градови)
- Кина: Хонгконг и Макао[6] (као специјални административни региони)
- Француска: Парис (као департман)
- Румунија: Букурешт (као општина са посебним статусом која је једнака жупанијама)
- Уједињено Краљевство: Гибралтар[38] (као британска прекоморска територија)

Неки градови који су савезне државе у саставу федерације, и тако се могу прецизно описати као несуверени градови-државе са високим нивоом аутономије, су:
- Аргентина: Буенос Ајрес[39]
- Аустрија: Беч[40]
- Белгија: Брисел
- Немачка: Бремен, Берлин и Хамбург[6]
- Мексико: Сијудад Мексико[41]
- Русија: Москва и Санкт Петербург[42]
- Швајцарска: Базел-град[43]

## Предложени градови-државе

### Суверена Држава Бекташијског Реда
Суверена Држава Бекташијског Реда је предложени град-држава у Тирани, престоници Албаније, која би била основана уколико би је прихватили Парламент Албаније и национални референдум. Држава, којом би владао Бекташијски Ред, би имала сличну организацију као Ватикан. Ову идеју су предложили албански премијер Еди Рама и вођа Бекташијског Реда Баба Монди у нади да ће им суверенитет помоћи у промовисању умерених муслиманских вредности уместо радикалних идеологија. Суверена Држава Бекташијског Реда би била окружена предграђима источне Тиране и била би најмања држава на свету.

### Лондон
Покрет за независност Лондона тражи Лондон као град-државу који би био независан од Уједињеног Краљевства.

### Хонгконг
Независност Хонгконга је идеја о Хонгконгу као независној држави, одвојеној од Народне Републике Кине (НР Кина). Хонгконг је специјални административни регион (САР) Кине и због тога му је додељен висок ниво дејуре аутономије, према Члану 2 Основног Закона Хонгконга, ратификованог под Кинеско-британском заједничком декларацијом. Од предаје Хонгконга од стране Уједињеног Краљевства НР Кини 1997. године, растући број грађана Хонгконга бива забринут због онога што они виде као Пекингово задирање у слободе територије и неуспех владе Хонгконга да обезбеди „истинску демократију“. Залагање за независност Хонгконга је постало противзаконито након доношења Закона о националној безбедности Хонгконга 2020. године.